# Bagajewskaja
Bagajewskaja (ros. Багаевская) – stanica w Rosji, w obwodzie rostowskim, ośrodek administracyjny rejonu bagajewskiego. W 2021 liczyła 13 587 mieszkańców.